# Estrela do Norte Esporte Clube
Estrela do Norte Esporte Clube é uma agremiação esportiva da cidade de São Fidélis, no estado do Rio de Janeiro. A equipe manda seus jogos no seu estádio próprio, o Estádio Guilherme Tito de Azevedo.

## História
Fundado no dia 13 de junho de 1952, o Estrela do Norte se profissionaliza em 2017 com o objetivo de disputar o Campeonato Carioca Série C. Antes de se tornar profissional a equipe era filiada a Liga Fidelense de Desportos. Sua sede se localiza no Distrito de Ipuca. Disputou a Super Copa Noroeste em 2017.

## Estatísticas

### Participações
| Competição          | Temporadas | Melhor campanha     | Estreia | Última | P | R |
| ------------------- | ---------- | ------------------- | ------- | ------ | - | - |
| Super Copa Noroeste | 1          | Desconhecida (2017) | 2017    | 2017   | – | – |